# Gospodična (izvir)
Gospodična je izvir na Gorjancih. Nahaja se neposredno pod planinskim domom pri Gospodični (828 m), nekako na sredini pobočja Trdinovega vrha.
S tem izvirom je povezana tudi legenda, ki jo je zapisal Janez Trdina.